# КК Топола
КК Топола je српски кошаркашки клуб из Бачке Тополе.

## Историја
Клуб је основан 1946. године под именом КК Еђшег (Јединство). Прво званично представљање клуба на такмичарском плану било је у пријатељској утакмици са КК Слобода из Суботице на њиховом терену у јесен 1946. године. Остаће запамћено да је резултат 73:38 у корист домаћина означио почетак бачкотополске кошаркашке приче која траје више од 60 година.
Прави такмичарски и клубски живот почео је 1947. године. Већ 1951. године клуб је стекао право учешћа у северној групи лиге СРС.
Од 1991. године клуб мења име у КК АИК и под њим наступа све до 2003. када добија данашње име са којим у сезони 2004/05. улази у прву српску лигу.

## Познатији играчи
- Марко Шутало
- Драган Луковски